# Église Nostra Signora del Sacro Cuore
 (février 2023).
Si vous disposez d'ouvrages ou d'articles de référence ou si vous connaissez des sites web de qualité traitant du thème abordé ici, merci de compléter l'article en donnant les références utiles à sa vérifiabilité et en les liant à la section « Notes et références ».
Pour les articles homonymes, voir Notre-Dame du Sacré-Cœur (homonymie).
L'église Nostra Signora del Sacro Cuore (en français : Notre-Dame du Sacré-Cœur) est une église catholique romaine dédiée à Notre-Dame du Sacré-Cœur et située dans le rione de Parione sur la piazza Navona. Depuis 1965, elle est le siège de la diaconie cardinalice de Nostra Signora del Sacro Cuore.

## Histoire
Une ancienne église existait au même endroit, sur les ruines du stade de Domitien au XIIe siècle. La première mention de l'église actuelle se trouve dans le testament de Henri de Castille le Sénateur, fils du roi Ferdinand III, qui fit un don pour sa construction en 1259.
Le nouvel édifice fut achevé pour l'année sainte de 1450. La façade, qui se trouvait sur le côté opposé à l'actuelle a été dessinée par Bernardo Rossellino. À partir de 1506, elle devint l'église de la nation espagnole à Rome. Quand l'église Santa Maria in Monserrato degli Spagnoli fut terminée au XVIIe siècle, elle perdit son rôle d'église de la communauté espagnole.
Le pape Léon XIII décida de la rénovation de l'édifice, proche de l'effondrement. C'est à cette époque que l'entrée principale fut déplacée vers la piazza Navona. L'abside et le transept ont été démolis en 1938 pour ouvrir la voie actuelle du Corso del Rinascimento.

## Architecture et ornements

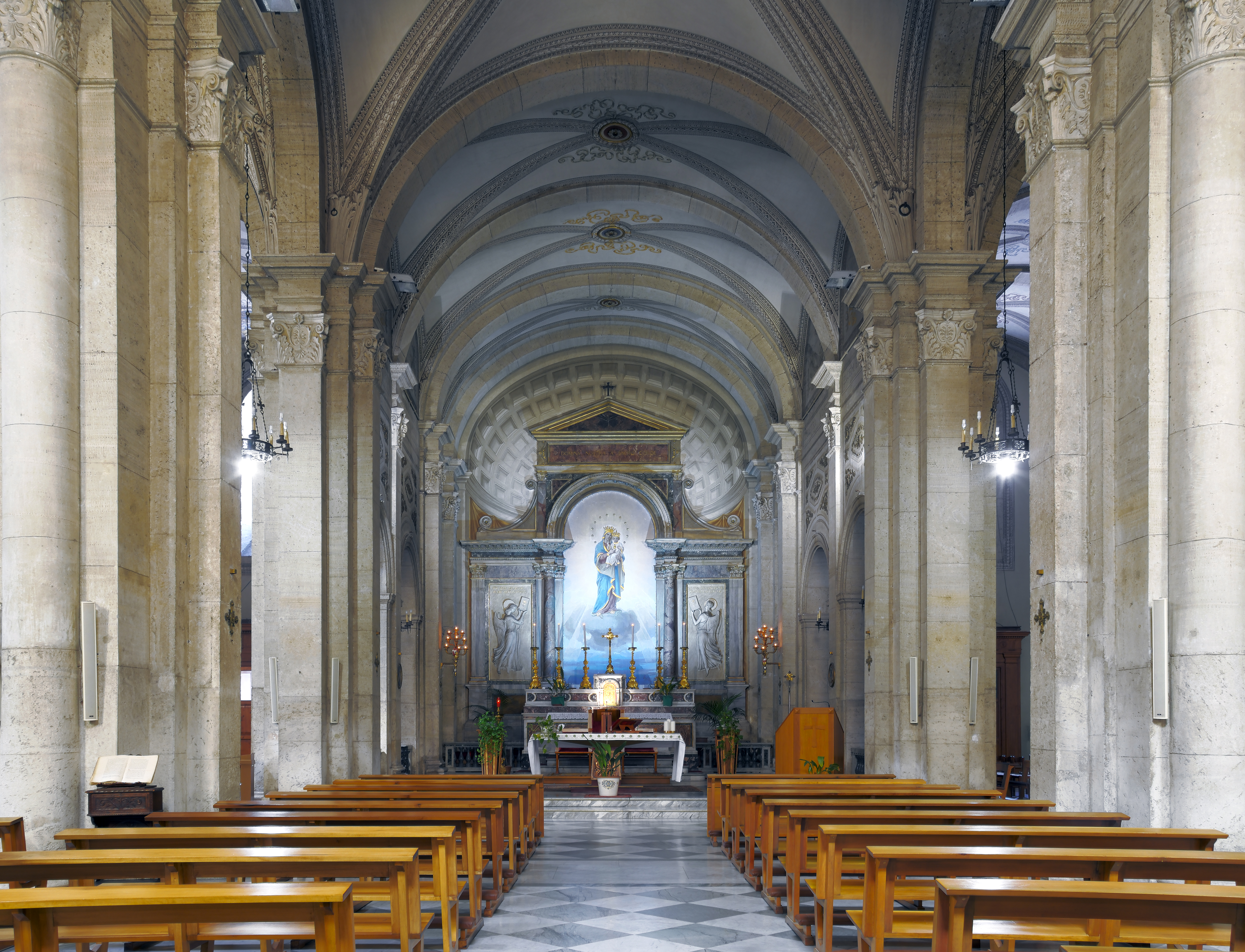
Intérieur
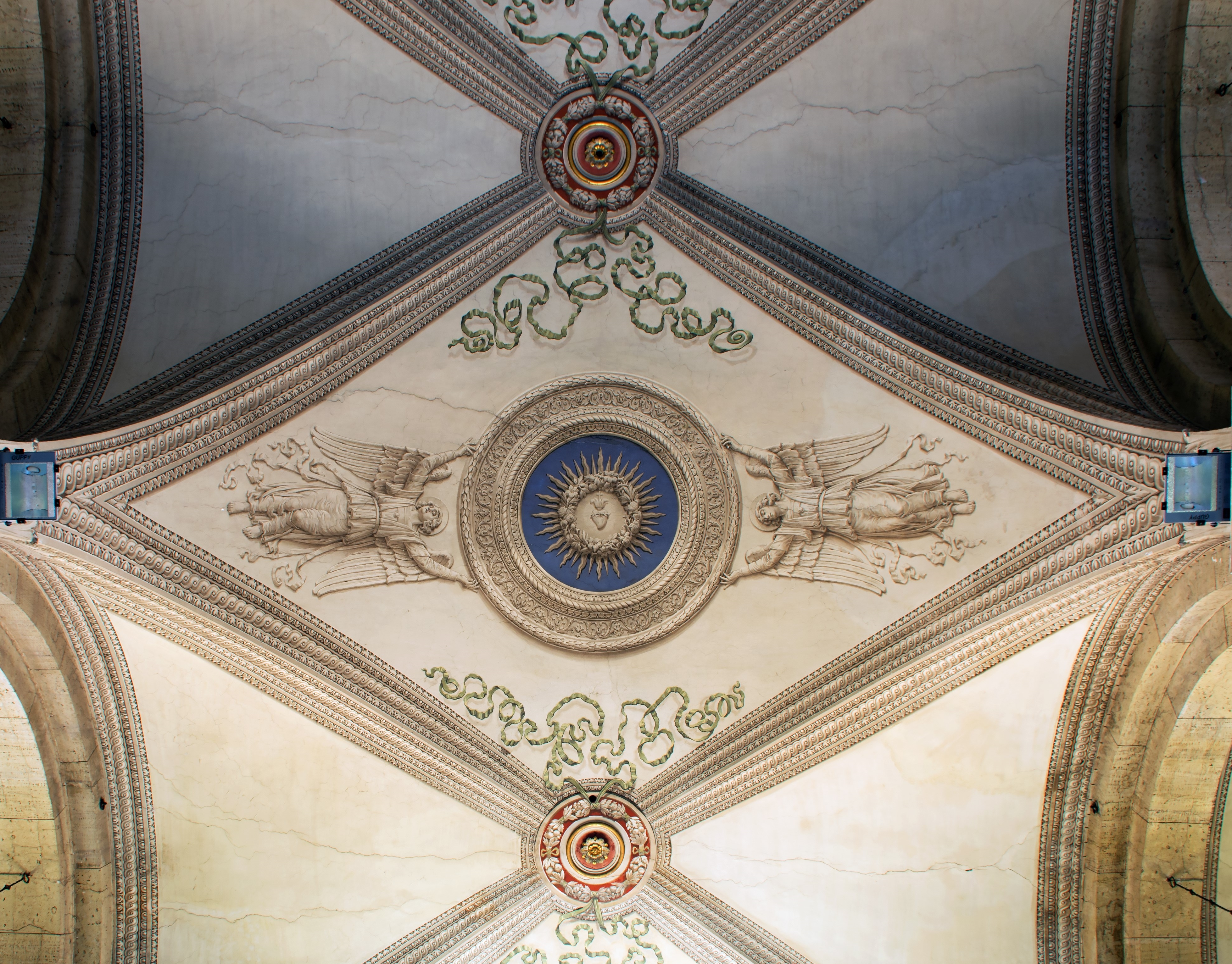
Décoration
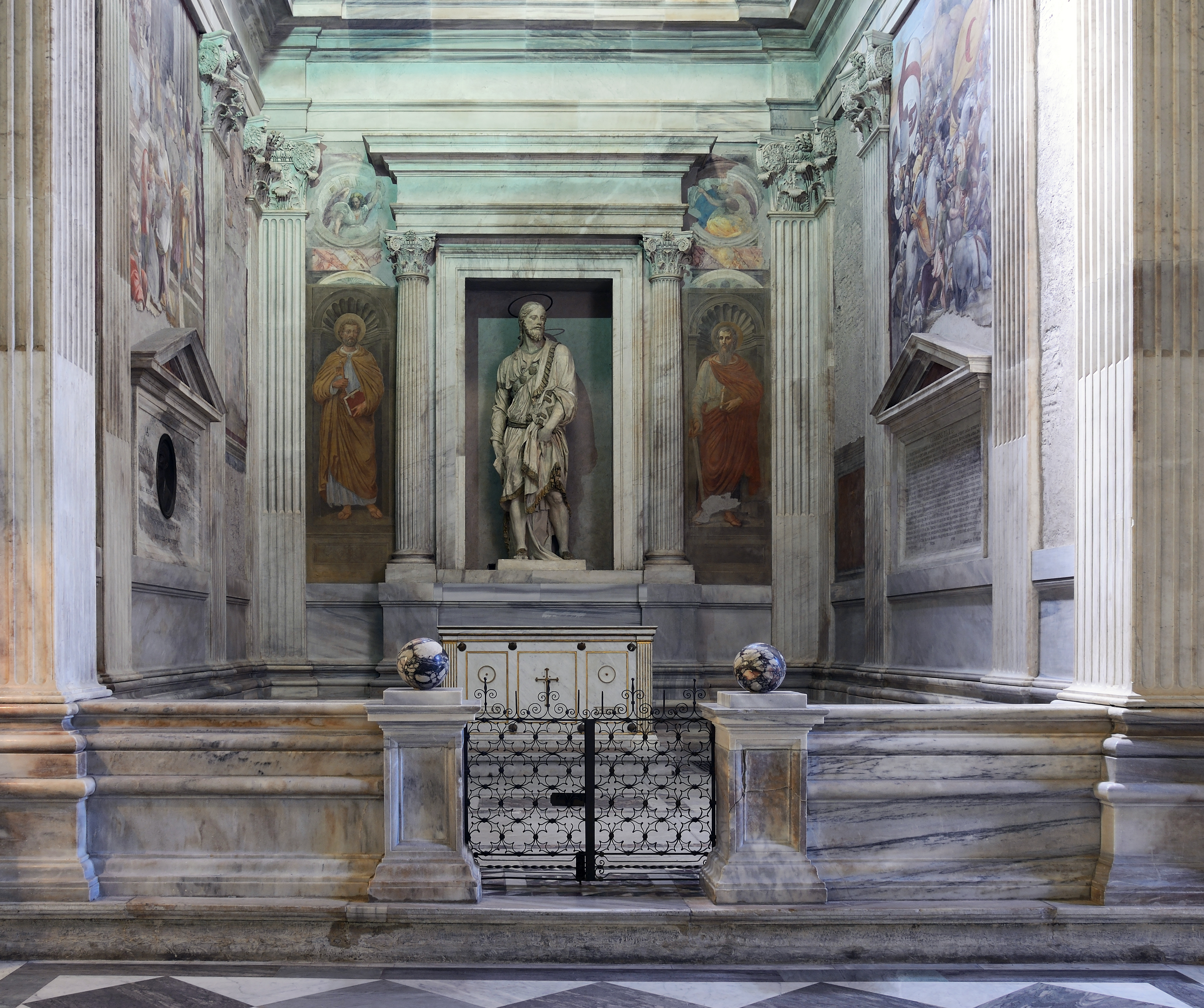
Chapelle, par Sangallo

## Traduction
- (en) Cet article est partiellement ou en totalité issu de l’article de Wikipédia en anglais intitulé « Nostra Signora del Sacro Cuore » (voir la liste des auteurs).